# 128-ма окрема важка механізована бригада (Україна)
128-ма окрема важка механізована бригада «Дике поле» (128 ОВМБр) — механізоване з'єднання Сухопутних військ Збройних сил України. Дислокується м. Дніпро Дніпропетровської області. Бригада перебуває у складі Регіонального управління «Схід».

## Історія
16 лютого 2022 року начальник штабу Регіонального управління Сил територіальної оборони «Схід» ЗСУ полковник Євген Щербань повідомив, що у Дніпропетровській області окрім 108-ї ОБрТрО буде створена ще одна бригада, яка буде обороняти місто Дніпро.
128 Окрема Бригада ТРО сформована 26 лютого 2022 року.

### Російське вторгнення 2022 року
Влітку 2022 року бригада вела бої в Донецькій,Харківській та Запорізькій областях..
В жовтні 2022 року бригада отримала бойовий прапор.
5 грудня 2024 року бригада отримала почесне найменування «Дике поле».
З літа 2025 року бригада була переформатована у 128-му окрему важку механізовану бригаду. 

## Структура
- Управління (штаб бригади)
- 230-й окремий батальйон територіальної оборони[9]
- 231-й окремий батальйон територіальної оборони
- [10]232-й окремий батальйон територіальної оборони
- 233-й окремий батальйон територіальної оборони
- 234-й окремий батальйон територіальної оборони[11]
- рота РУБпАК[12]

## Втрати

### 2022
- 20 серпня 2022 - солдат, Пархоменко Павло, 44 роки.   [13]
- Лукашук Олександр Миколайович 18.11.1976 - 08.10.2022

### 2023
- 10 лютого 2023 - молодший сержант, "замок" Клименко Руслан, 34 роки. [14]

- солдат, Парицький Олег.
- солдат, Прокопало Андрій.
- 6 серпня; лейтенант Веремієнко Андрій Костянтинович
- 13 жовтня 2023 — Кавун Олександр Васильович, молодший сержант. 21.10.1988 р.н.
- 21 жовтня 2023 — Войтенко Олександр Анатолійович, солдат, 233-й батальйон. 03.10.1978 р.н. Загинув в бою біля села Старомайорського Волноваського району на Донеччині.[16]
- 27 жовтня 2023 — Передрій Сергій Миколайович, механік-водій.[17]

### 2024
- 7 березня 2024 — Прибитько Юрій Володимирович, навідник 1-го відділення кулеметного взводу. 03.06.1984 р.н. Загинув внаслідок мінометного та артилерійського обстрілу поблизу населеного пункту Терни Краматорського району Донецької області.[18]
- 8 травня 2024 — Плоский Костянтин («Бро»). 28 років, м. Дніпро. Загинув в бою в районі Старомайорське на Донеччині.[19]
- 5 червня 2024 — командир підрозділу, Кравченко Дмитро Вадимович. Загинув в Запорізькій області
- 8 листопада 2024 — Шеін Владислав Владиславович, солдат.

### 2025
- 22 липня 2025 - Дмитро Конєв, 13.02.1992, Вінниця. Загинув поблизу села Плавні на Запоріжжі[20].

## Вшанування

### Нагородження
Найвищими державними нагородами відзначені:
- Кавун Олександр Васильович — молодший сержант. Герой України (2024, посмертно).

### Топоніми
20 вересня 2023 року у місті Дніпро вулицю Курчатова перейменували на вулицю 128-ї Бригади Тероборони.